# Országos Bírósági Hivatal
Az Országos Bírósági Hivatal (rövidítve: OBH) a bíróságok központi igazgatási szerve Magyarországon. Elnöke Senyei György Barna. Első elnöke Handó Tünde volt.

## Székhelye
1055 Budapest, Szalay u. 16.

## Vezetői
- Handó Tünde (2012–2019)
- Senyei György Barna (2019–)

## Feladatköre
„Az OBH elnöke a bírói függetlenség alkotmányos elvének megtartásával ellátja a bíróságok igazgatásának központi feladatait, valamint a költségvetési törvény bíróságokról szóló fejezete tekintetében a fejezet irányító hatásköreit, és felügyeletet gyakorol az ítélőtáblák és a törvényszékek elnökeinek igazgatási tevékenysége felett.”

## Története
Az Országos Igazságszolgáltatási Tanács 1997. december elsején kezdte meg működését. A második Orbán-kormány által átalakított bírósági rendszerben soron kívül lejárt a 2009-ben megválasztott 15 fős OIT elvileg 2015-ig tartó mandátuma, 2012. január 1-jétől az Országos Igazságszolgáltatási Tanács ellenőrző szerepét a 15 fős Országos Bírói Tanács, igazgatási feladatait pedig az Országos Bírósági Hivatal vette át.

„2012. január 1. napjától olyan letisztult irányítási modell jött létre, amelyben az ítélkezés szakmai felügyelete és a központi igazgatás pregnánsan elválik egymástól. Az ítélkezés egységességének és szakmai színvonalának biztosítása a Kúria elnökének, a bíróságok központi igazgatása pedig az Országos Bírósági Hivatal (OBH) elnökének feladatkörébe került.”

Kritikák érték az OBH elnökének szerepét a Velencei Bizottság részéről a jogállamiság szempontjából – kiemelték, hogy ez a magyar gyakorlat nagyon egyedülállónak számít, mivel míg az igazságügyi miniszter beszámolni köteles az Országgyűlésnek, addig az OBH elnöke senkinek sem tartozik felelősséggel.